# Whitestone Logging Camp
Whitestone Logging Camp  est une localité d'Alaska (CDP) aux États-Unis dans la Région de recensement de Skagway-Hoonah-Angoon inhabitée en 2011.

## Situation - climat
Elle est située au sud d'Hoonah, sur l'Île Chichagof.
Les températures extrêmes vont de −32 °C à 32 °C.

## Histoire - activités
L'endroit, primitivement occupé par les Tlingits, a servi ensuite de zone résidentielle et de camp d'hébergement pour des personnes travaillant à Hoonah où se trouve l'école et une scierie appartenant à la Sealaska Corporation's timber.

## Démographie
| 1990 | 2000 | 2010 | - | - | - |
| ---- | ---- | ---- | - | - | - |
| 164  | 116  | 17   | - | - | - |

## Sources et références
- (en) CIS

- (en) Cet article est partiellement ou en totalité issu de l’article de Wikipédia en anglais intitulé « Whitestone Logging Camp, Alaska » (voir la liste des auteurs).

1. ↑  « Statistiques des États-Unis (Alaska) - Profils des communautés de 2010 » (consulté en octobre 2020)